# س. إس. إي. كوني
س. إس. إي. كوني (بالإنجليزية: C. S. E. Cooney)‏ هي كاتِبة أمريكية، ولدت في 12 ديسمبر 1981.